# هان هونج
هان هونج (بالتبتية: དབྱངས་ཅན་སྒྲོལ་མ་)‏ هي كاتبة غنائية ومغنية صينية، ولدت في 26 سبتمبر 1971 في Karub, Qamdo ‏ في الصين.

## وصلات خارجية
- هان هونج على موقع IMDb (الإنجليزية)
- هان هونج على موقع ميوزك برينز (الإنجليزية)